# Aguanqueterique
Aguanqueterique (uit het Nahuatl: "Berg van de avocado's") is een gemeente (gemeentecode 1202) in het departement La Paz in Honduras.
Het dorp heette vroeger San Pedro de Aguanqueterique. Het ligt aan de voet van de berg Aguanqueterique.

## Bevolking
De bevolking is als volgt verdeeld:
| Vrouwen | 2462 | 50,8% |
| Mannen  | 2384 | 49,2% |

## Dorpen
De gemeente bestaat uit twee dorpen (aldea), waarvan het grootste qua inwoneraantal: Aguanqueterique (code 120201).